# Placówka Straży Granicznej w Lipsku
Placówka Straży Granicznej w Lipsku – graniczna jednostka organizacyjna Straży Granicznej realizująca zadania w ochronie granicy państwowej z Republiką Białorusi.

## Formowanie i zmiany organizacyjne
Placówka Straży Granicznej w Lipsku (PSG w Lipsku) z siedzibą w miejscowości Lipsk, powołano 24 sierpnia 2005 roku Ustawą z 22 kwietnia 2005 roku O zmianie ustawy o Straży Granicznej... w strukturach Podlaskiego Oddziału Straży Granicznej z przemianowania Strażnicy Straży Granicznej w Lipsku.

## Ochrona granicy
Placówka Straży Granicznej w Lipsku ochrania:
- Odcinek granicy państwowej o długości 16,182 km[1][2].
- Do ochrony powierzonego odcinka wykorzystuje wieżę obserwacyjną w miejscowości Bartniki z lokalnym ośrodkiem nadzoru w placówce SG w Lipsku[b][3].

### Terytorialny zasięg działania
Stan z 2 grudnia 2016
Obszar działania Placówki Straży Granicznej w Lipsku obejmował:
- Od znaku granicznego nr 627 do znaku gran. nr 599.
- Linia rozgraniczenia z:

1. Placówką Straży Granicznej w Płaskiej: włącznie znak gran. nr 627, dalej granicą gmin Płaska oraz Lipsk i Sztabin.
2. Placówką Straży Granicznej w Nowym Dworze: wyłącznie znak gran. nr 599, dalej granicą gmin Lipsk i Sztabin oraz Nowy Dwór i Dąbrowa Białostocka.

Stan z 1 sierpnia 2011
Obszar działania obejmował:
- Od znaku granicznego nr 1746 do znaku gran. nr 1718.
- Linia rozgraniczenia z:

1. Placówką Straży Granicznej w Płaskiej: włącznie znak gran. nr 1746, dalej granicą gmin Płaska oraz Lipsk i Sztabin.
2. Placówką Straży Granicznej w Nowym Dworze: wyłącznie znak gran. nr 1718, dalej granicą gmin Lipsk i Sztabin oraz Nowy Dwór i Dąbrowa Białostocka.

## Wydarzenia
- 2007 – Placówka SG w Lipsku rozpoczęła funkcjonuje w nowym obiekcie przy ulicy Pustej 34[1].
- 2019 – Placówka SG w Lipsku do czasu zakończenia robót, była tymczasową siedzibą Placówki SG w Nowym Dworze w związku z budową tam nowych obiektów. Zakończenie robót budowlanych w Placówce SG w Nowym Dworze zaplanowane było na III kwartał 2019 roku. Ich wartość to około 11,5 mln zł. Budowa nowego obiektu placówki realizowana była w ramach projektu nr PL/2018/PR/0033 pt. „Budowa Placówki Straży Granicznej w Nowym Dworze” współfinansowanego z Programu Krajowego Funduszu Bezpieczeństwa Wewnętrznego – Instrument na rzecz Wsparcia Finansowego w zakresie Granic Zewnętrznych i Wiz na lata 2014–2020[6].

## Placówki sąsiednie
- Placówka SG w Płaskiej ⇔ Placówka SG w Nowym Dworze – 01.08.2011[5].

## Komendanci placówki
- mjr SG/ppłk SG Andrzej Gałaszewski (był 19.05.2006)[7]
- ppłk SG Grzegorz Biziuk (1.05.2009[8][9]–3.11.2015[10])
- mjr SG/ppłk SG Waldemar Pojawis (od 4.11.2015[10])
- mjr SG/ppłk SG Wojciech Sobolewski (był 27.05.2024[11]–obecnie)[1].